# Mheer
Mheer (en limburguès Maer) és un antic municipi a l'extrem sud de la província de Limburg als Països Baixos a la frontera amb Bèlgica.
El poble es va crear a la via romana Maastricht-Aquisgrà, i el castell es va construir al lloc d'una torre de vigilància romana. El primer esment escrit data del 1314. Durant l'antic règim pertanyia als senyors de Mheer, establert al castell, un feu del comtat de Dalhem que el 1244 va integrar als Països enllà del Mosa del ducat de Brabant. Una part important de les terres pertanyien al monestir de la Mare de Déu de Luxemburg i al capítol de la Catedral d'Aquisgrà, però el senyor del castell n'era el veguer.
A la fi de la Guerra dels Vuitanta Anys el 1661, després del Tractat de partició el seu territori va ser cedit a la Corona de Castella. La reforma administrativa durant l'ocupació francesa (1795-1814) va fer-ne un municipi el 1795. El 1831 passà a Bèlgica, però després del Tractat de Londres (1839) Guillem I dels Països Baixos va recuperar Maastricht i la part de Limburg entre de la riba dreta del Mosa i la frontera alemanya. Va fusionar el 1982 amb Margraten que al seu torn el 2011 va ser integrat en el municipi Eijsden-Margraten.

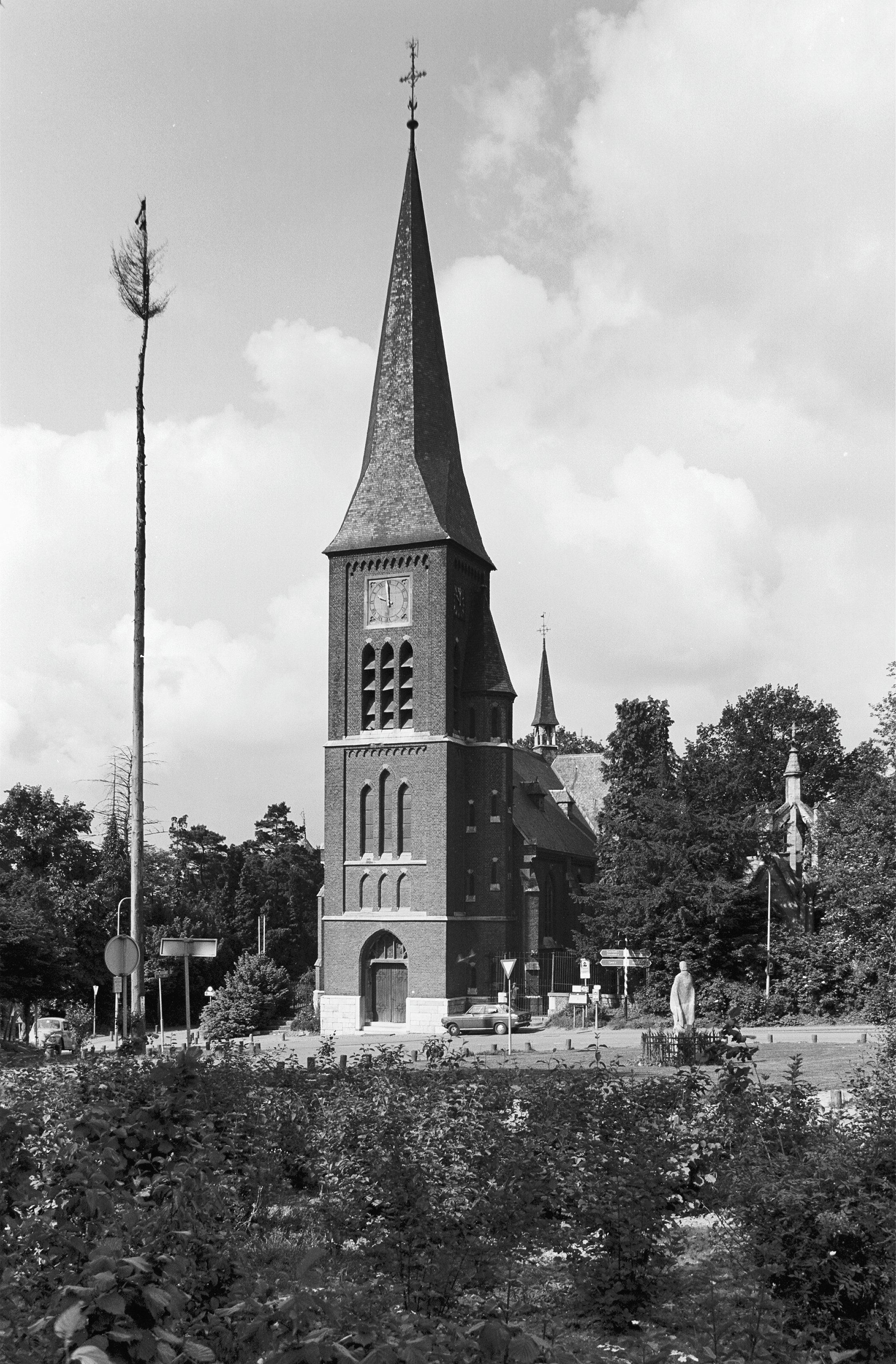
Església de Llambert de Lieja

L'església està dedicada a Llambert de Lieja. Data del 1228 i era una sufragània, la «quarta capella» de l'església de 's-Gravenvoeren. El 1658 va esdevenir una parròquia independant. L'edifici actual d'estil neogòtica data del 1876 i va reemplaçar un edifici anterior que amenaçava ruïna.
El poble va mantenir el seu aspecte rural i coneix poca urbanització moderna, excepte el barri nou Jonge Hagen.

## Llocs d'interès
- El poble (en via de ser llistat com paisatge protegit)[3]
- El Castell de Mheer, propietat privada, només accessible durant les Kasteelfeesten (festa del castell) a principis de maig
- Cases i masies d'entramat de fusta
- L'església de Llambert de Lieja